# هندریک رایهر
هندریک رایهر (انگلیسی: Hendrik Reiher؛ زادهٔ ۲۵ ژانویهٔ ۱۹۶۲) قایقران روئینگ اهل آلمان بود.
وی همچنین برندهٔ جوایزی همچون برگ بوی نقره‌ای شده‌است.